# Petr Bříza
Petr Bříza (Praga, 9 dicembre 1964) è un dirigente sportivo ed ex hockeista su ghiaccio ceco.

## Carriera
Vinse la medaglia di bronzo ai XVI Giochi olimpici invernali, insieme ai suoi compagni fra cui Patrik Augusta. Si ritirò con l'ultima partita disputata il 21 aprile 2006.

## Palmarès
- Trofeo Urpo Ylönen come miglior portiere SM-liiga- 1992